# Zingiber gramineum
Zingiber gramineum är en enhjärtbladig växtart som beskrevs av Noronha och Carl Ludwig von Blume. Zingiber gramineum ingår i släktet Zingiber och familjen Zingiberaceae. Inga underarter finns listade i Catalogue of Life.